# Seinäjoen Jalkapallokerho-juniorit
Seinäjoen Jalkapallokerho-juniorit (SJK-juniorit), är en fotbollsklubb från Seinäjoki i Södra Österbotten, bildad 1955 som Törnävän Pallo-55 (TP-55). Föreningen namnändrades 1994 till TP-Seinäjoki och spelade i Tipsligan 1997. År 2007 slogs föreningens seniorverksamhet ihop med lokalkonkurrenten Sepsi-78 till Seinäjoen Jalkapallokerho (SJK). TP-Seinäjoki ombildades då till den renodlade junior- och ungdomsklubben SJK-juniorit.